# 한음 (일본 한자음)
한음(漢音)은 일본 한자음의 음독(音讀) 방식 즉 온요미(音読み)의 하나이다. 오늘날 일본어로는 간온(かんおん)이라 하지만 옛날에는 가라고에(からごえ)라고도 불렀다. 7-8세기 나라시대(奈良時代) 후기에서 헤이안시대(平安時代) 초기까지 견수사(遣隋使)와 견당사(遣唐使) 혹은 유학승 등으로부터 전달된 한자음이다. 중국 중고음(中古音) 가운데 당(唐) 중엽 장안(長安)의 음운(音韻) 체계인 진음(秦音)을 많이 반영하였다. 오음(呉音)이나 당음(唐音)에 비하여 가장 체계를 잘 갖추고 있다. 또한 당말에 도항헌 승려들이 가져 온 한자음은 중국어의 근세음(近世音) 특징을 많이 갖고 있어 통상 한음에 대하여 신한음(新漢音)이라고 부르기도 한다.

## 한음의 보급
지토천황(持統天皇)은 당(唐)으로부터 일본에 간 속수언(続守言)을 음박사(音博士)로 삼아 초청하여 한음 보급에 힘썼다. 간무천황(桓武天皇)은 엔랴쿠(延暦) 11년(792) 한음 장려 칙서를 발하여, 대학료(大学寮)로서 유학(儒學)을 배운 학생에게는 한음 학습을 의무로 하였으며 불교에서도 승려 시험 시에 음박사가 경전 독송의 일구반게(一句半偈)를 정밀히 조사하였으며 한음을 배우지 않은 승려에게는 중국 도항을 허락하지 않았다. 한음 학습자가 오음(呉音)을 일본 사투리 발음으로서 화음(和音)이라고 불렀고 유래도 불분명한 발음으로서 오음(呉音)이라고 부르며 경멸하였듯이, 한음은 정통 중국어 한자음으로 하는 것이 요구되었다. 한음은 이러한 높은 수준에 있어 일상어로 정착한 오음을 몰아낼 힘은 갖지 못하였고 에도시대(江戸時代)와 메이지시대(明治時代)에 이르기까지 한음이 일상에 보급된 적은 없었다.
에도시대에는 한자를 가나(仮名)로 옮겨 쓰는 자음가나사용(字音仮名遣) 연구가 시작되었다. 그때에는 일상적으로 사용되었던 오음보다 체계적인 한자음 자료를 갖는 한음을 기초로 진행되었다. 자서(字書)나 운서(韻書)를 기반으로 한음이 거의 모든 한자에 적용되면서 한음으로 읽히지 않는 한자는 거의 없었다. 그리하여 일본어음으로서의 한음을 발음하는 것이 가능해져, 메이지시대 서양 과학과 사상늘 도입할 때의 역어(譯語), 이른바 화제한어(和製漢語)에 사용된 것으로 널리 보급되었다. 또한 화제한어에 사용된 것으로 인해 메이지시기 한때에는 한음으로 읽는 것이 멋있고 시대를 앞선 인상을 갖게 되었고, 학생을 중심읋 원래 오음으로 읽는 숙어를 과감하게 한음으로 읽는 것이 유행하였다. 예를 들어, 東京를 '토우쿄우(トウキョウ)'가 아니라 '토우케이(トウケイ)'로 읽는다는지, 関西를 '칸사이(カンサイ)'가 아니라 '칸세이(カンセイ, 당시는 콴세이クヮンセイ)'로 읽는 것이 있다.

## 특징

### 성모
두자음(頭子音)의 특징으로서 오음에서 비음(鼻音)이었던 것이 탁음(濁音), 탁음이었던 것이 청음(清音)이 되는 것이 있다. 이는 다음과 같은 이유에 의한다.

#### 비비음화
한음은 당시 중국 장안 지역에서 발생한 음운 변화인 비비음화현상(非鼻音化現象, denasalization)을 반영한 것이다. 이 현상은 비음 후반부가 구음화(口音化)하는 현상이다. 자음을 나타내는 자모(字母, 한자음의 초성 자음)인 삼십육자모(三十六字母)의 비음 가운데, 명모(明母)는 [m]에서 [mb], 미모(微母)는 ɱ에서 ɱv, 니모(泥母)는 [n]에서 [nd], 의모(疑母)는 ŋ에서 ŋg, 일모(日母)는 ȵ에서ȵʑ로 되었다. 한음은 이를 반영하여, 馬를 바(バ), 微를 비(ビ), 泥를 데이(デイ), 疑를 기(ギ), 日을 지쓰(ジツ)로 발음한 것처럼 중고음의 비음을 구음으로 전달되었다. 이때문에 오음에 비하여 한음에서는 비음이 극단적으로 적어졌다. 다만 明이 '메이(メイ)'라고 발음되는 것이나 寧이 '네이(ネイ)'라고 발음되는 것처럼 운미(韻尾, 한국어의 받침에 해당)가 [ŋ]인 것은 비음 그대로 전달되었고, 운미가 [n]인 것도 面이 '멘(メン)'이라고 발음되는 것이나 年이 '넨(ネン)'으로 발음되는 것처럼 비음 그대로 전달된 것이 적지 않다. 그러나 明의 신한음(新漢音)이 '베이(ベイ)', 寧의 신한음이 '데이(デイ)'로 발음되는 등의 변화도 있다.

#### 전탁의 무성음화
한음은 당시 장안에서 청탁(清濁) 대립이 없어지기 시작한 것을 반영하고 있다고 한다. 때문에 한음에서 중고음의 청탁 구별을 그다지 반영하지 않고 오음으로 전탁(全濁)인 것이 청음으로 전해진 것이 많다.
- 婆(오음 : 바(バ)→한음 : 하(ハ))
- 定(오음 : 댜우(ヂャウ)→한음 : 테이(テイ))
- 勤(오음 : 곤(ゴン)→한음 : 킨(キン))
- 禅(오음 : 젠(ゼン)→한음 : 센(セン))
- 従(오음 : 쥬(ジュ)•쥬우(ジュウ)→한음 : 쇼우(ショウ))
- 胡(오음 : 고(ゴ)→한음 : 코(コ))

神의 경우, 신사를 의미하는 '진쟈(神社)'에서는 오음 '진(ジン)', 간사이의 두 도시 오사카(大阪)와 고베(神戸)의 합칭인 '한신(阪神)'의 경우에는 한음 '신(シン)'으로 발음된다.

#### 갑모(匣母)
삼십육자모 중 갑모(匣母)로 표기되는 두자음(추정음 ɣ)의 경우, 오음에서는 ワ행(行)으로 표기되지만 한음에서는 カ행으로 표기된다.
- 和(오음 : 와(ワ)→한음 : 콰(クヮ))
- 話(오음 : 와(ワ)→한음 : 콰이(クヮイ))
- 惑(오음 : 와쿠(ワク)→한음 : 코쿠(コク))
- 会(오음 : 웨(ヱ)→한음 : 콰이(クヮイ))
- 黄(오음 : 와우(ワウ)→한음 : 콰우(クヮウ))

### 운모
- 오음으로 ア단(段)의 음(-a)과 エ단의 음(-e)으로 나뉜 것이 ア단음(-a)으로 통일되었다.
  - 歌(오음 : 카(カ)→한음 : 카(カ))
  - 家(오음 : 케(ケ)→한음 : 카(カ))
- 오음으로 'ア단음＋イ(-ai)'으로 표기되는 것 가운데 'エ단음＋イ(-ei)'으로 되는 것이 있다.
  - 弟(오음 : 다이(ダイ)→한음 : 테이(テイ))
  - 礼(오음 : 라이(ライ)→한음 : 레이(レイ))
- 비운미(鼻韻尾) [ŋ]을 표기하기 위하여 오음으로 'ア단음＋ウ(-au)'이었던 것이 'エ段音＋イ(-ei)'가 되었다.
  - 平(오음 : 뱌우(ビャウ)→한음 : 헤이(ヘイ))
  - 青(오음 : 샤우(シャウ)→한음 : 세이(セイ))
  - 令(오음 : 랴우(リャウ)→한음 : 레이(レイ))
- 오음으로 'オ단음＋ン(-on)'이었던 것이 한음으로는 'イ단음＋ン(-in)', 'エ단음＋ン(-en)'으로 변화한 것이 있다.
  - 隠(오음 : 온(オン)→한음 : 인(イン))
  - 勤(오음 : 곤(ゴン)→한음 : 킨(キン))
  - 建(오음 : 콘(コン)→한음 : 켄(ケン))
  - 言(오음 : 곤(ゴン)→한음 : 겐(ゲン))

## 한음으로 읽는 불경
일본에서 불경은 원칙상 오음으로 읽지만, 일본 천태종(天台宗)의 『묘법연화경(妙法蓮華經)』(『법화경(法華經)』) 중 「안락행품제십사(安楽行品第十四)」와 『아미타경(阿彌陀經)』, 진언종(眞言宗)에서 읽는 『이취경(理趣經)』과 『공작경(孔雀經)』 등은 한음으로 읽는다. 예를 들어 '如是我聞'이란 구절을 '뇨제가몬(ニョゼガモン)'으로 읽지 않고 '죠시가분(ジョシガブン)'으로 읽거나, '釈迦牟尼仏'을 '샤카무니부쓰(シャカムニブツ)'로 읽지 않고 '세캬보우지후쓰(セキャボウジフツ)'로 읽는다.
천태종에서 경문의 한음 독법은 천태종 개종 이래 1200년의 전통에 따라, 상기의 두 가지 경문 등은 옛날부터 한음으로 읽었다. 서산정토종(西山浄土宗) 등 정토종(浄土宗) 서산삼파(西山三派)는 아미타경을 한음으로 읽는다. 또한 정토진종에서도 일부 법요(法要)만은 아미타경을 '한음소경(漢音小経)'으로서 한음으로 읽는디. 그러나 현재 한음이 아닌 신한음으로 읽는 방식이 들어와 '国'을 일반 한음인 '코쿠(コク)'가 아니라 '쿠웨키(クヱキ)' 혹은 '케키(ケキ)'로 읽거나, '法'을 '호우(ホウ)'가 아니라 '하(ハ)' 혹은 '하쓰(ハツ)', '極'을 '쿄쿠(キョク)'가 아니라 '키쿠(キク)' 혹은 '키(キ)', '名'을 '메이(メイ)'가 아니라 '베이(ベイ)', '百'을 '하쿠(ハク)'가 아니라 '하키(ハキ)', '明'을 '메이(メイ)'가 아니라 '베이(ベイ)'(경우에 따라 '비(ビ)')로 읽는 것이 있다. 신한음 독음 방식은 현대에는 그다지 전해지지 않지만, 이들 일부 경전 한음 독음에서는 현대에도 사용되고 있다.
『이취경』은 듣는 것만으로는 의미를 파악할 수 없는 것처럼 한음으로 읽으면 들리는 것도 있지만, 상술하였듯이 다른 경전도 한음으로 읽는 것이 있어, 이 설은 속설에 불과하다.

## 한음음절표
아래는 한음의 음절표(音節表)이다. 한음에서 운미(韻尾)의 ŋ을 '이(イ)' 혹은 '우(ウ)'로 쓰며, 모음 이(イ), 우(ウ)와는 별도로 기재했다. 또한 상술하였듯이 한음으로는 탁음은 청음으로, 비음은 구음으로 전해졌기에 g, z, d, b는 중고음에서는 비음(차탁음)이다.
또한 합요음(合拗音)에 대해 에도시대에 정해진 지온가나즈카이(字音仮名遣)에서는 콰(クヮ)만을 인정하고, 쿠위(クヰ), 쿠웨(クヱ), 스위(スヰ) 등은 채택하지 않았다.
| 운/음 | 운/음 | 운/음 | ø    | k        | g      | s      | z      | t      | d      | n    | p      | b    | m    | l      |
| ----- | ----- | ----- | ---- | -------- | ------ | ------ | ------ | ------ | ------ | ---- | ------ | ---- | ---- | ------ |
| ø     | i     | ø     | イ   | キ       | ギ     | シ     | ジ     | チ     | ヂ     |      | ヒ     | ビ   |      | リ     |
| ø     | a     | ø     | ア   | カ       | ガ     | サ     |        | タ     | ダ     |      | ハ     | バ   |      | ラ     |
| ø     | o     | ø     |      | コ       | ゴ     | ソ     |        | ト     | ド     |      | ホ     | ボ   |      | ロ     |
| ø     | u     | ø     | ウ   | ク       | グ     | ス     |        | ツ     |        |      | フ     | ブ   |      | ル     |
| ø     | e     | -i    | エイ | ケイ     | ゲイ   | セイ   | ゼイ   | テイ   | デイ   |      | ヘイ   | ベイ |      | レイ   |
| ø     | a     | -i    | アイ | カイ     | ガイ   | サイ   |        | タイ   | ダイ   |      | ハイ   | バイ |      | ライ   |
| ø     | u     | -i    |      |          |        | スイ   | ズイ   | ツイ   |        |      |        |      |      | ルイ   |
| ø     | i     | -u    | イウ | キウ     | ギウ   | シウ   | ジウ   | チウ   | ヂウ   |      | ヒウ   | ビウ |      | リウ   |
| ø     | e     | -u    | エウ | ケウ     | ゲウ   | セウ   | ゼウ   | テウ   | デウ   |      | ヘウ   | ベウ |      | レウ   |
| ø     | a     | -u    | アウ | カウ     | ガウ   | サウ   |        | タウ   | ダウ   |      | ハウ   | バウ |      | ラウ   |
| ø     | o     | -u    | オウ | コウ     | ゴウ   | ソウ   |        | トウ   | ドウ   |      | ホウ   | ボウ |      | ロウ   |
| ø     | u     | -u    |      |          |        | スウ   |        |        |        |      | フウ   |      |      |        |
| ø     | i     | -m    | イム | キム     | ギム   | シム   | ジム   | チム   | ヂム   |      | ヒム   |      |      | リム   |
| ø     | e     | -m    | エム | ケム     | ゲム   | セム   | ゼム   | テム   | デム   |      | ヘム   |      |      | レム   |
| ø     | a     | -m    | アム | カム     | ガム   | サム   |        | タム   | ダム   |      | ハム   | バム |      | ラム   |
| ø     | i     | -n    | イン | キン     | ギン   | シン   | ジン   | チン   |        |      | ヒン   | ビン |      | リン   |
| ø     | e     | -n    | エン | ケン     | ゲン   | セン   | ゼン   | テン   | デン   |      | ヘン   | ベン |      | レン   |
| ø     | a     | -n    | アン | カン     | ガン   | サン   |        | タン   | ダン   |      | ハン   | バン |      | ラン   |
| ø     | o     | -n    | オン | コン     | ゴン   | ソン   |        | トン   | ドン   |      | ホン   | ボン |      | ロン   |
| ø     | u     | -n    | ウン | クン     |        |        |        |        |        |      | フン   | ブン |      |        |
| ø     | e     | -ng   | エイ | ケイ     | ゲイ   | セイ   |        | テイ   |        | ネイ | ヘイ   |      | メイ | レイ   |
| ø     | a     | -ng   | アウ | カウ     | ガウ   | サウ   |        | タウ   | ダウ   | ナウ | ハウ   | バウ | マウ | ラウ   |
| ø     | o     | -ng   |      | コウ     |        | ソウ   |        | トウ   | ドウ   |      | ホウ   | ボウ |      | ロウ   |
| ø     | i     | -p    | イフ | キフ     | ギフ   | シフ   | ジフ   | チフ   |        |      |        |      |      | リフ   |
| ø     | e     | -p    | エフ | ケフ     | ゲフ   | セフ   | ゼフ   | テフ   | デフ   |      |        |      |      | レフ   |
| ø     | a     | -p    | アフ | カフ     | ガフ   | サフ   |        | タフ   | ダフ   |      | ハフ   |      |      | ラフ   |
| ø     | o     | -p    |      |          |        | ソフ   |        |        |        |      |        |      |      |        |
| ø     | i     | -t    | イツ | キツ     | ギツ   | シツ   | ジツ   | チツ   | ヂツ   |      | ヒツ   | ビツ |      | リツ   |
| ø     | e     | -t    | エツ | ケツ     | ゲツ   | セツ   | ゼツ   | テツ   | デツ   |      | ヘツ   | ベツ |      | レツ   |
| ø     | a     | -t    | アツ | カツ     | ガツ   | サツ   |        | タツ   | ダツ   |      | ハツ   | バツ |      | ラツ   |
| ø     | o     | -t    |      | コツ     | ゴツ   | ソツ   |        | トツ   | ドツ   |      | ホツ   | ボツ |      |        |
| ø     | u     | -t    | ウツ | クツ     |        |        |        |        |        |      | フツ   | ブツ |      |        |
| ø     | i     | -k    | イク | キク     |        |        | ジク   | チク   | ヂク   |      |        |      |      | リク   |
| ø     | e     | -k    | エキ | ケキ     | ゲキ   | セキ   |        | テキ   | デキ   |      | ヘキ   | ベキ |      | レキ   |
| ø     | a     | -k    | アク | カク     | ガク   | サク   |        | タク   | ダク   |      | ハク   | バク |      | ラク   |
| ø     | o     | -k    | オク | コク     |        | ソク   |        | トク   |        |      | ホク   | ボク |      | ロク   |
| ø     | u     | -k    |      |          |        |        |        |        |        |      | フク   |      |      |        |
| y     | a     | ø     | ヤ   | キャ     |        | シャ   | ジャ   |        |        |      |        |      |      |        |
| y     | o     | ø     | ヨ   | キョ     | ギョ   | ショ   | ジョ   | チョ   | ヂョ   |      |        |      |      | リョ   |
| y     | u     | ø     | ユ   |          |        | シュ   | ジュ   |        |        |      |        |      |      |        |
| y     | u     | -u    |      |          |        |        |        | チュウ |        |      |        |      |      |        |
| y     | u     | n     |      |          |        | シュン | ジュン | チュン |        |      |        |      |      |        |
| y     | a     | -ng   | ヤウ | キャウ   | ギャウ | シャウ | ジャウ | チャウ | ヂャウ |      |        |      |      | リャウ |
| y     | o     | -ng   | ヨウ | キョウ   | ギョウ | ショウ | ジョウ | チョウ | ヂョウ |      | ヒョウ |      |      | リョウ |
| y     | u     | -ng   | ユウ | キュウ   |        | シュウ | ジュウ | チュウ |        |      |        |      |      | リュウ |
| y     | u     | -t    |      |          |        | シュツ |        | チュツ |        |      |        |      |      |        |
| y     | a     | -k    | ヤク | キャク   | ギャク | シャク | ジャク | チャク |        |      |        |      |      | リャク |
| y     | o     | -k    | ヨク | キョク   | ギョク | ショク | ジョク | チョク | ヂョク |      | ヒョク |      |      | リョク |
| y     | u     | -k    |      |          |        | シュク |        |        |        |      |        |      |      |        |
| w     | i     | ø     | ヰ   | クヰ     | グヰ   |        |        |        |        |      |        |      |      |        |
| w     | a     | ø     | ワ   | クヮ     | グヮ   |        |        |        |        |      |        |      |      |        |
| w     | o     | ø     | ヲ   |          |        |        |        |        |        |      |        |      |      |        |
| w     | e     | -i    | ヱイ | クヱイ   |        |        |        |        |        |      |        |      |      |        |
| w     | a     | -i    | ワイ | クヮイ   | グヮイ |        |        |        |        |      |        |      |      |        |
| w     | i     | -n    | ヰン | クヰン   |        | スヰン |        |        |        |      |        |      |      |        |
| w     | e     | -n    | ヱン | クヱン   | グヱン |        |        |        |        |      |        |      |      |        |
| w     | a     | -n    | ワン | クヮン   | グヮン |        |        |        |        |      |        |      |      |        |
| w     | o     | -n    | ヲン |          |        |        |        |        |        |      |        |      |      |        |
| w     | e     | -ng   | ヱイ | クヱイ   |        |        |        |        |        |      |        |      |      |        |
| w     | a     | -ng   | ワウ | クヮウ   |        |        |        |        |        |      |        |      |      |        |
| w     | o     | -ng   | ヲウ |          |        |        |        |        |        |      |        |      |      |        |
| w     | e     | t     | ヱツ | クヱツ   | グヱツ |        |        |        |        |      |        |      |      |        |
| w     | a     | t     | ワツ | クヮツ   |        |        |        |        |        |      |        |      |      |        |
| w     | o     | t     | ヲツ |          |        |        |        |        |        |      |        |      |      |        |
| w     | i     | -k    | ヰク |          |        |        |        |        |        |      |        |      |      |        |
| w     | e     | -k    |      | クヱキ   |        |        |        |        |        |      |        |      |      |        |
| w     | a     | -k    | ワク | クヮク   |        |        |        |        |        |      |        |      |      |        |
| w     | o     | -k    | ヲク |          |        |        |        |        |        |      |        |      |      |        |
| wi    | a     | -ng   |      | クヰャウ |        |        |        |        |        |      |        |      |      |        |
| wi    | a     | -k    |      | クヰャク |        |        |        |        |        |      |        |      |      |        |
| wi    | o     | -k    |      | クヰョク |        |        |        |        |        |      |        |      |      |        |

| 요음(拗音)           |
| 오(オ)단 장음화      |
| w 탈락               |
| w 탈락 + オ단 장음화 |
| y와 w가 교체         |

## 같이 보기
- 일본 한자음
- 일본어
- 오음 (일본 한자음)
- 당음 (일본 한자음)